# Nadeș
Nadeș (in ungherese Szásznádas, in tedesco Nadesch) è un comune della Romania di 2504 abitanti, ubicato nel distretto di Mureș, nella regione storica della Transilvania. 
Il comune è formato dall'unione di 4 villaggi: Măgheruș, Nadeș, Pipea, Țigmandru.
Di un certo interesse nella località è la cittadella Sassone, costruita nel XV secolo, che ingloba anche un tempio luterano del XVI secolo, rimaneggiato e restaurato tra il 1851 e il 1853.